# Remote Desktop Services
Службы удалённого рабочего стола (RDS), известные как службы терминалов в Windows Server 2008 и более ранних версиях — один из компонентов Microsoft Windows Server, который позволяет пользователю управлять удалённым компьютером или виртуальной машиной по сетевому соединению. RDS — это реализация Microsoft тонкого клиента, где программное обеспечение Windows и весь рабочий стол компьютера, работающего под управлением RDS, становятся доступными для удалённой клиентской машины, поддерживающей протокол удалённого рабочего стола (RDP). С RDS в клиентскую систему передаются только пользовательские интерфейсы программного обеспечения. Все входные данные клиентской системы передаются на сервер, где выполняется программное обеспечение. Это отличается от систем потоковой передачи приложений, таких, как Microsoft App-V, в которых компьютерные программы передаются клиенту по требованию и выполняются на клиентской машине.

## Особенности
Впервые данный компонент был выпущен как «Сервер терминалов» в «Windows NT Server 4.0 Terminal Server Edition», которая являлась отдельной операционной системой и включала встроенный Service Pack 3 и дополнительные исправления. Начиная с Windows 2000 данные компонент является частью операционных систем семейства Windows NT и улучшается в каждой версии Windows. В Windows Server 2008 R2 был переименован в «Службы удалённого рабочего стола» (RDS).
В свою очередь RDS используется следующими компонентами:
- Удалённый помощник
- Подключение к удалённому рабочему столу
- Быстрое переключение пользователей

Первые два являются отдельными утилитами, которые позволяют пользователю контролировать удалённые компьютеры. В случае удалённого помощника удалённый пользователь получает приглашение и управление осуществляется в кооперативном режиме. Во втором случае удалённый пользователь открывает новую сессию на удалённом компьютере с правами и ограничениями своего аккаунта. Быстрое переключение пользователей позволяет переключать физическую консоль между аккаунтами без выхода/входа в эти аккаунты.
Несмотря на то, что RDS поставляется с большинством версий Windows NT начиная с Windows 2000, его возможности различаются в разных версиях Windows. Например, Windows XP Home Edition не принимает удалённые подключения к рабочему столу, за исключением удалённого помощника. Другие версии Windows для рабочих станций принимают только одно удалённое подключение, блокируя при этом физическую консоль. Windows Server позволяет подключаться двум пользователям в одно и тоже время. Для большего количества пользователей необходимо докупать дополнительные лицензии.